# Économie de la Norvège
 (novembre 2010).
Si vous disposez d'ouvrages ou d'articles de référence ou si vous connaissez des sites web de qualité traitant du thème abordé ici, merci de compléter l'article en donnant les références utiles à sa vérifiabilité et en les liant à la section « Notes et références ».
L'économie de la Norvège, bien que sensible aux cycles économiques, démontre une croissance robuste depuis le début de la révolution industrielle[réf. nécessaire]. Le transport de marchandises est une constante forte des exportations norvégiennes[réf. nécessaire], mais la croissance économique est en grande partie due à l'abondance des ressources naturelles, dont le pétrole, l'hydroélectricité et les pêches. L'exploitation de ses ressources pétrolières compte en effet pour la moitié de la valeur totale de ses exportations. L'agriculture et l'industrie lourde sont en déclin par rapport au secteur des services et à celui du pétrole. Son secteur public est l'un des plus importants au monde, par rapport à son produit intérieur brut.[réf. nécessaire]

## Historique

### Jusqu'en 1945
La période prospère des Vikings correspond à celle pendant laquelle les Scandinaves lancent de grandes expéditions : commerciales, militaires et de colonisation, à travers les Iles Britanniques, l'Europe continentale et les terres de l'océan Atlantique. 
Après le déclin économique de la fin du Moyen Âge, l'économie redémarre au XVIe siècle. La pêche continue de se développer, avec en particulier le hareng. Son exportation se fait jusqu'en Italie et au Portugal. Mais c'est surtout le bois, plus encore à partir de 1550, qui fait la prospérité de la Norvège. Cet essor tient à une forte croissance de la demande, en particulier depuis l'Europe occidentale.
L'essor de la Norvège au XVIIe siècle touche aussi les industries extractives de cuivre, d'argent et surtout de fer grâce au commerce international qui se développe dans la seconde moitié du siècle. Le commerce du bois reste florissant au XVIIIe siècle même si certaines forêts commencent à s'épuiser. La création de manufactures touche moins la Norvège que ses voisins. Bergen est le comptoir le plus au nord de la Hanse.
À partir de 1919, de grande mutations économiques ont lieu face aux contraintes extérieures à cause de la fermeture partielle des marchés anglais, allemand et russe, de la concurrence internationale et de la fragilité des monnaies.
L'agriculture a été, du fait de sa place dans l'emploi, dans le PNB et dans la politique, le secteur le plus restructuré. La politique de contrôle des prix, des productions et des marchés, limite la baisse des cours, encourage l'autosuffisance et accroît le volume des exportations.
Les industries du bois sont prospères, car fortement organisée, grâce aux coopératives qui contrôlent plus de la moitié de la production. La modernisation technique en a également accru la productivité et la rentabilité, même si cela accentué les clivages entre petits paysans et grandes exploitations.
L'hydroélectricité place la Norvège à la pointe du progrès dans l'électrochimie et l'électrométallurgie. L'innovation technologique y est forte même si elle est gênée par le manque de capitaux et ces activités représentent plus de 30 % du PNB de la Norvège. Cela concerne aussi l'agro-alimentaire, l'industrie du bois, mais aussi les secteurs de la métallurgie, de la chimie, de la construction navale.
Des faiblesses persistent cependant : la vulnérabilité monétaire et commerciale, la menace du chômage, notamment lors de la récession, la récurrence des conflits du travail.

### De 1945 à 1975
La Norvège a pleinement participé au cycle de croissance des Trente Glorieuses, entre 1945 et 1975, qui a dynamisé toute l’Europe. Elle l'a fait dans le cadre d'un capitalisme mixte, à vocation sociale. L'objectif principal étant de garantir le plein emploi et le progrès social. Les mécanismes essentiels mis en œuvre ont été l'investissement public et privé, la modernisation technique, la valorisation des secteurs à haute valeur ajoutée, la hausse et l'égalisation des revenus et la concertation des partenaires syndicaux, patronaux et étatiques. Tous ces objectifs ont été atteints, les seules faiblesses persistantes restent l'inflation et le déficit de la balance commerciale, ainsi que le poids de la bureaucratie et de l'impôt.
En 1950, on dénombre de nombreux freins à la croissance, tels la pénurie du dollar, les restrictions aux exportations et les aléas de la conjoncture mondiale.
En 1973, le PNB de la Norvège est de 100 774 (en millions de couronnes) et le PNB par habitant de 3 300 $. La Norvège a connu une vive accélération de la hausse des prix au cours des dernières années de la période, avec une moyenne annuelle de 8 % entre 1969 et 1972. Le domaine de l’agriculture subit une modernisation  matérielle, mais aussi une restructuration foncière qui va entrainer un meilleur rendement et donc une place plus importante dans l’économie pour l’agriculture, mais dans le même temps ce secteur ressent une baisse du nombre d’emplois due à cette modernisation. Dans les autres secteurs le bois fait la richesse de la Norvège, ainsi que les céréales, fruits et légumes. Mais la pêche qui est souvent artisanale et peu productive se heurte à la concurrence internationale.
L'industrie connaît alors son apogée assurant en moyenne le tiers voire la moitié du PNB et de l'emploi. Outre l'exploitation renforcée de matières premières traditionnelles non-ferreuses de Norvège, et les constructions navales (10 % du total mondial) on développe les hydrocarbures (1 % des réserves mondiales à cette époque). L'exploitation du pétrole en mer du Nord commence dans les années 1960. Tout s’accélère, le pétrole, puis le gaz naturel, commencent à être exploitées à grande échelle par la société d'État Statoil en 1972-1973.
Le tertiaire est également en nette progression, assurant le tiers de l'emploi et du PNB. Il s'agit, pour une large part, de services publics (transport, administration, enseignement, santé), ce qui correspond à 20 et 30 % de la population active. Les autres services, marchand, se situent dans le commerce, les banques et les assurances, les transports privés, le tourisme et la gestion. Cette tertiarisation, qui s'accélère à partir des années 1960-1970, annonce déjà le passage futur à une société postindustrielle.
Les variations de la conjoncture du commerce international ne sont pas à négliger dans des systèmes largement ouverts, où les échanges extérieurs représentent 20 % du PNB en moyenne. C'est cette dépendance de l'étranger qui explique les tentatives d'organisation du marché nordique (projet de NORDEK en 1970), les partenariats européens (AELE, CEE) et les accords internationaux (GATT, OCDE).

### De 1975 à 1995
Durant cette période l’Europe a connu  deux profondes crises dues aux chocs pétroliers de 1973 et 1979. Cela a bouleversé l’économie de l’Europe et le rapport à l’énergie fossile. Cependant la Norvège a moins été touchée par ses variations, car même si elle a subi de profonds changements économiques durant cette période, les chocs pétroliers ne sont pas parus comme défavorable à son économie principalement fondée sur l’exportation de ressources naturelles.
L'agriculture et la pêche ont enregistré une baisse dans les PNB et l'emploi. Entre 1975 et 1995, les chiffres passent de 13 à 7 % pour ce qui concerne la part dans le produit national, et de 15 à 8 % pour ce qui est de la place dans la population active. Mais cela ne signifie pas un déclin, si la pêche souffre de l'épuisement des ressources et de la concurrence étrangère, elle reste active et se réoriente vers l'aquaculture ou de nouvelles zones de capture comme l’Arctique. De plus, l’agriculture s'est nettement professionnalisée et mécanisée et rejoint le même niveau que les autres pays européens. 
On observe un déclin de la population rurale de 27 % en Norvège et cela touche en particulier les domaines de la pêche et de l'agriculture, alors que les coûts élevés de production et de transport fragilisent ces régions et ces secteurs moins denses.
L'industrie a également connu une baisse dans le PNB et l’emploi, seul le secteur des hydrocarbures a connu un essor. 

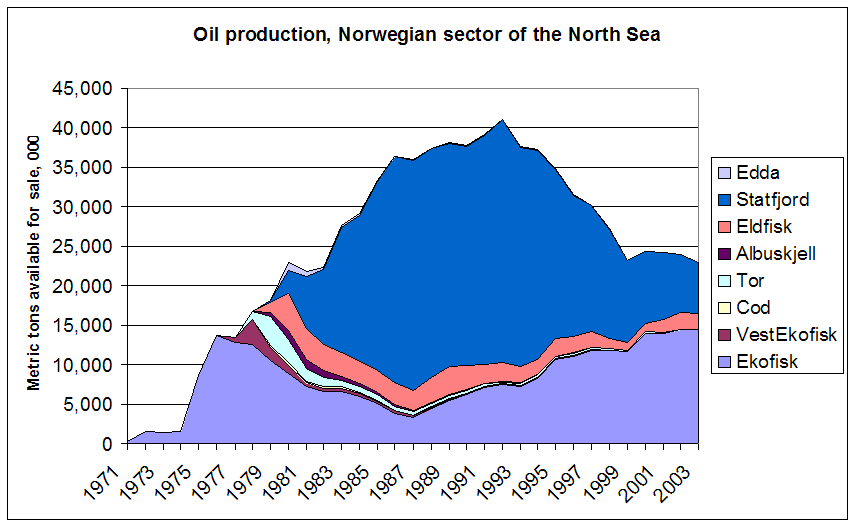
Production cumulée des différents gisements Norvégiens

En mai 1963, la Norvège a affirmé ses droits souverains sur toutes les ressources de son secteur de la mer du Nord. La prospection a commencé le 19 juillet 1966. Fin 1969 il était clair qu'il y avait d'importantes réserves de pétrole et de gaz. Le premier champ à être exploité, Ekofisk, a produit 427 442 barils de brut en 1980. Le plus important gisement est celui de Statfjord qui a atteint son pic de production en 1993. Depuis d'importantes réserves de gaz ont été découvertes. 

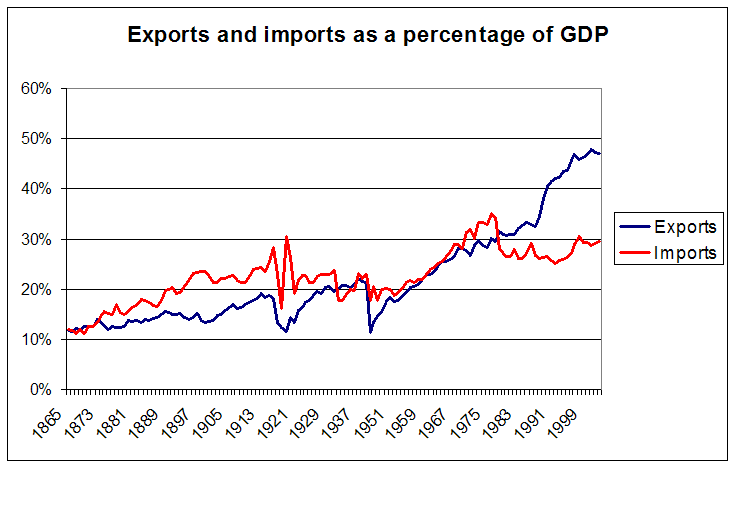
Exportation/importations en % du PIB de la Norvège

La balance commerciale est devenue largement bénéficiaire depuis les années 1980.
Les hydrocarbures contribuent fortement à la prospérité économique de la Norvège, ce qui n'empêche pas le pays de diversifier ses secteurs d'activité. Au début des années 1980, le pétrole de la mer du Nord assurait environ 30 % des recettes d'exportations annuelles de la Norvège. Cependant, les cours baissent soudainement en 1985 et en 1986, et les perspectives de recettes fiscales et commerciales plus faibles amènent le gouvernement de Willoch à réclamer des taxes pétrolières plus élevées au cours de l’année 1986, ce qui entraîne une crise ministérielle. Cependant, malgré les baisses de production, la Norvège reste en 1995 le deuxième exportateur de pétrole. 
La Norvège développe, avec ses grands groupes (Statoil, Norsk-Hydro, AKER, RGI), sa chimie, ses raffineries, ses constructions navales et sa métallurgie. Ces industries ont réussi, malgré les crises et les reconversions, à se maintenir parmi les premières du monde en ce qui concerne l'innovation, la qualité et l'ouverture commerciale et un développement des investissements à l'étranger.
Le tertiaire représente le principal domaine d'activité et d'emploi de la Norvège avec une part dans le PNB qui atteint 72 % en 1995. Étant donné le poids de l’État dans l’économie et la société, les services publics constituent le secteur le plus important du tertiaire.

### De 1995 à nos jours
Favorisé par un secteur pétrolier et gazier puissant, la Norvège a su au mieux traverser la crise que le reste de la Scandinavie. Tout en assainissant les finances publiques, en lançant les privatisations et en relançant son économie vers les hautes technologies, la Norvège s'est préoccupée de son avenir. En 2001, l'État a regroupé 62 milliards d'euros de ses participations dans les hydrocarbures, il a dynamisé son fonds pétrolier destiné à financer la reconversion économique et la protection sociale des prochaines décennies. Elle a lancé une vaste refondation de l'État-providence qui sera financée par une partie de la rente pétrolière en 2006. La Norvège se place en tête du classement en matière de développement humain depuis 2000 selon l'ONU. Pour ceci, le pays possède une croissance de 4 % en moyenne, un chômage constamment en dessous de 5 %. De plus, le PNB en croissance folle (de 106 milliards de dollars en 1990 à 238 milliards en 2005) assure la quatrième place mondiale de PNB/habitant. La Norvège fait partie de l'espace Schengen en 2001 mais refuse radicalement l'adhésion à l'Union européenne car le pays préfère garder ses spécificités économiques, sociales et régionales. Elle fait tout de même partie de l'espace économique européen (EEE), à l'instar des pays de l'AELE (Islande, Suisse et Liechtenstein) et de ceux de l'Union européenne.
La Norvège présente le taux d'emploi dans les administrations publiques le plus élevé des pays de l'OCDE, celui-ci s’élevant en 2018 à 158,8 ‰ (88,5 ‰ en France).

## Agriculture
La Norvège a produit en 2018 :
- 400 000 tonnes d'orge ;
- 326 000 tonnes de pomme de terre ;
- 146 000 tonnes d'avoine ;
- 123 000 tonnes de blé ;
- 43 000 tonnes de carotte ;
- 37 000 tonnes de laitue et chicorée ;
- 31 000 tonnes de chou.

En plus de petites productions d'autres produits agricoles .

## PNB par secteur
|                                            | 1990                 | % du PNB global | 2004                   | % du PNB global |
| ------------------------------------------ | -------------------- | --------------- | ---------------------- | --------------- |
| Produit national brut                      | 726 799 millions NOK | 100 %           | 1 710 411 millions NOK | 100 %           |
| Agriculture                                | 14 665               | 2.0             | 10 417                 | 0.6             |
| Forêt                                      | 3 783                | 0.5             | 5 133                  | 0.3             |
| Pêche et aquaculture                       | 4 399                | 0.6             | 8 189                  | 0.5             |
| Exploitation du gaz et du pétrole          | 89 038               | 12.3            | 338 079                | 19.8            |
| Extraction minière                         | 1 788                | 0.2             | 3 648                  | 0.2             |
| Industrie                                  | 84 196               | 11.6            | 157 783                | 9.2             |
| Alimentation en énergie                    | 21 381               | 2.9             | 33 924                 | 2.0             |
| Construction et travaux publics            | 29 363               | 4.0             | 68 230                 | 4.0             |
| Commerce                                   | 75 221               | 10.3            | 134 717                | 7.9             |
| Hôtellerie et restauration                 | 9 684                | 1.3             | 20 523                 | 1.2             |
| Transport en tuyaux                        | 7 924                | 1.1             | 20 071                 | 1.2             |
| Autres transports                          | 27 721               | 3.8             | 45 552                 | 2.7             |
| Poste et télécoms                          | 16 593               | 2.3             | 30 905                 | 1.8             |
| Commerce maritime                          | 18 567               | 2.6             | 28 807                 | 1.7             |
| Banques et assurances                      | 36 080               | 5.0             | 56 367                 | 3.3             |
| Services immobiliers                       | 50 668               | 7.0             | 85 414                 | 5.0             |
| Services aux entreprises                   | 35 581               | 4.9             | 148 622                | 8.7             |
| Services aux privés                        | 31 019               | 4.3             | 80 683                 | 4.7             |
| Prestation de services en gestion publique | 117 589              | 16.2            | 267 092                | 15.6            |
| Postes de correction                       | 51 539               | 7.1             | 166 236                | 9.7             |